# Liste der denkmalgeschützten Objekte in Lunz am See
Die Liste der denkmalgeschützten Objekte in Lunz am See enthält die 17 denkmalgeschützten, unbeweglichen Objekte der Marktgemeinde Lunz am See im niederösterreichischen Bezirk Scheibbs.

## Denkmäler
| Foto |                 | Denkmal | Standort                                                      | Beschreibung | Metadaten |
| ---- | --------------- | --- | ------------------------------------------------------------- | --- | --- |
| ja   | Datei hochladen | Gemeindeamt, sog. Amonhaus HERIS-ID: 22754 Objekt-ID: 19093                                                                    | Amonstraße 16 Standort KG: Ahorn                              | Das frühneuzeitliche Hammerherrenhaus, 1551 unter Hammerherr Martin Ofner errichtet, um 1600/1610 erweitert und von Ruprecht Christof Moser sgraffitiert, war von 1784 bis 1876, als es der Familie Amon gehörte, ein kulturelles Zentrum. 1810 und 1820 werden kaiserliche Besuche verzeichnet. 1914 gründete Heinrich Paris ein Heimatmuseum mit einer Sammlung lokalhistorischer, zoologischer und geologischer Bestände. 1960 gelangte das Haus in den Besitz der Gemeinde Lunz. | BDA-Hist.: Q37872410 Status: Bescheid Stand der BDA-Liste: 2025-06-30 Name: Gemeindeamt, sog. Amonhaus GstNr.: .36 Amonhaus |
| BW   | Datei hochladen | Lunzermühle HERIS-ID: 258897seit 2025                                                                                          | Bodingbachstraße 50, bei Standort KG: Ahorn                   | Die Lunzermühle (lt. Dehio Lunzer Mühle), ein erneuertes Mühlstöckl, ist mit 1849 bezeichnet. | BDA-Hist.: Q135167844 Status: Bescheid Stand der BDA-Liste: 2025-06-30 Name: Lunzermühle GstNr.: .9, 61/4 |
| ja   | Datei hochladen | Lehenbrücke HERIS-ID: 31892 Objekt-ID: 28901                                                                                   | Standort KG: Ahorn                                            | Die Lehenbrücke über die Ybbs ist ein um 1900 erbauter, schlanker segmentbogig unterwölbter Betonbau mit Resten eines gusseisernen Geländers. Sie verbindet die beiden Katastralgemeinden Ahorn und Seekopf. | BDA-Hist.: Q37945007 Status: Bescheid Stand der BDA-Liste: 2025-06-30 Name: Lehenbrücke GstNr.: 1159/5, 1330/4 |
| ja   | Datei hochladen | Bildstock auf dem Durchlass, sog. Pestsäule HERIS-ID: 21785 Objekt-ID: 18108                                                   | bei Durchlaß 1 Standort KG: Lunzamt                           | Die 1615 vom Prior der Kartause Gaming, Hilarion, gesetzte Bildsäule ist eine toskanische Marmorsäule mit einem vierseitigen Tafelaufsatz unter einer Steinzwiebelhaube. | BDA-Hist.: Q37864678 Status: Bescheid Stand der BDA-Liste: 2025-06-30 Name: Bildstock auf dem Durchlass, sog. Pestsäule GstNr.: 341                                                                                                |
| ja   | Datei hochladen | Einlaufkammer Lunzdüker (EK 36) HERIS-ID: 111559 Objekt-ID: 129489seit 2012                                                    | neben Einödweg 1 Standort KG: Lunzamt                         | Der Lunzdüker der II. Wiener Hochquellenwasserleitung unterquert die Gemeinde Lunz mit einer Horizontalentfernung von rund 610 m zwischen der Einlaufkammer EK 36 und der Auslaufkammer AK 37. Anmerkung: Koordinaten müssen verifiziert werden | BDA-Hist.: Q37824919 Status: Bescheid Stand der BDA-Liste: 2025-06-30 Name: Einlaufkammer Lunzdüker (EK 36) GstNr.: 9/1 |
| ja   | Datei hochladen | Auslaufkammer Lunzdüker (AK 37) HERIS-ID: 111560 Objekt-ID: 129490                                                             | Elisabeth Hummel-Straße 13, in der Nähe Standort KG: Lunzdorf | Der Lunzdüker der II. Wiener Hochquellenwasserleitung unterquert die Gemeinde Lunz mit einer Horizontalentfernung von rund 610 m zwischen der Einlaufkammer EK 36 und der Auslaufkammer AK 37. Anmerkung: Bis 2011 nur unter der ID 18106 geschützt. Bis 2015 auch unter der ID 18106 doppelt geschützt. | BDA-Hist.: Q37824927 Status: Bescheid Stand der BDA-Liste: 2025-06-30 Name: Auslaufkammer Lunzdüker (AK 37) GstNr.: .108 |
| ja   | Datei hochladen | Pfarrhof HERIS-ID: 22752 Objekt-ID: 19091                                                                                      | Kirchenplatz 1 Standort KG: Lunzdorf                          | Der Wohntrakt stammt aus dem 18. Jahrhundert. Das schmiedeeiserne Vorgartenportal aus dem zweiten Viertel des 18. Jahrhunderts stammt aus der Kartause Gaming. | BDA-Hist.: Q37872395 Status: § 2a Stand der BDA-Liste: 2025-06-30 Name: Pfarrhof GstNr.: 30 Pfarrhof Lunz am See |
| ja   | Datei hochladen | Kath. Pfarrkirche Hl. Drei Könige HERIS-ID: 22751 Objekt-ID: 19090                                                             | gegenüber Kirchenplatz 1 Standort KG: Lunzdorf                | Eine spätgotische zweischiffige Hallenkirche aus dem Jahr 1503 mit einem vorgestellten Westturm und Doppelchor. In den Jahren von 1950 bis 1961 erfolgte eine Regotisierung und Neugestaltung des Innenraumes. | BDA-Hist.: Q37872379 Status: § 2a Stand der BDA-Liste: 2025-06-30 Name: Kath. Pfarrkirche Hl. Drei Könige GstNr.: .23 Pfarrkirche Lunz am See                                                                                      |
| ja   | Datei hochladen | Kerbschnitzbalkendecke (1614), Rokokotüre HERIS-ID: 60271 Objekt-ID: 72450                                                     | Kirchenplatz 5 Standort KG: Lunzdorf                          | Der Gasthof Kirchenwirt wurde 2003 abgerissen. Der zweigeschoßige Bau mit seichtem Mittelrisalit und steilem Walmdach hatte eine stark erneuerte Fassade mit Ortsteinquaderung und Kordongesims aus der 2. Hälfte des 18. Jahrhunderts. Die Kreuzgratgewölbe in beiden Geschoßen des Mittelflurs stammten aus dem 1. Viertel des 17. Jahrhunderts. Unter Denkmalschutz gestellt wurden eine mit 1614 bezeichnete Kerbschnittbalkendecke sowie eine Rokokotüre. Anmerkung: siehe Fehlerliste | BDA-Hist.: Q38091364 Status: Bescheid Stand der BDA-Liste: 2025-06-30 Name: Kerbschnitzbalkendecke (1614), Rokokotüre GstNr.: 69/10                                                                                                |
| ja   | Datei hochladen | Anlage Schloss Seehof HERIS-ID: 205673seit 2021                                                                                | Seehof 1 Standort KG: Lunzamt                                 | Ein „Hof bey dem See“ wurde bereits 1367 erwähnt. Die erste urkundliche Nennung eines „Seehofs“ als vermutlicher Meierhof der Kartause Gaming geht auf das Jahr 1490 zurück. 1890 wurde das Anwesen von Karl Kupelwieser erworben, der es ab 1897 von Architekt Richard Frauenfeld im neobarocken Sinn zu einem Schloss ausbauen ließ. Ursprünglich waren nur die beiden Seitenflügel vorhanden, der Mitteltrakt wurde beim Umbau errichtet. Der Denkmalschutzbescheid (Teilunterschutzstellung) bezieht sich unter anderem auf die Fassade und den Gewölbeteil sowie auf den Brunnen im Ehrenhof. Bis 2003 war in dem Gebäude die Biologische Station Lunz untergebracht. | BDA-Hist.: Q21865707 Status: Bescheid Stand der BDA-Liste: 2025-06-30 Name: Anlage Schloss Seehof GstNr.: .22/1, .22/2 Schloss Seehof (Lunz am See)                                                                                |
| ja   | Datei hochladen | Flur-/Wegkapelle HERIS-ID: 21784 Objekt-ID: 18107                                                                              | bei Seehof 15 Standort KG: Lunzamt                            | Die Wegkapelle wurde 1901 in neubarocken Formen mit einem geschwungenen Knickgiebel erbaut, innen ein neubarockes Säulenretabel mit einem Altarblatt, das die Vision des hl. Antonius von Padua zeigt, sowie Statuen der hll. Rochus und Sebastian aus dem 3. Viertel des 18. Jahrhunderts. | BDA-Hist.: Q37864641 Status: Bescheid Stand der BDA-Liste: 2025-06-30 Name: Flur-/Wegkapelle GstNr.: 257/4 Kapelle Lunz am See |
| ja   | Datei hochladen | Anlage Seebad Lunz am See HERIS-ID: 112126 Objekt-ID: 130178seit 2014                                                          | Seestraße 28 Standort KG: Lunzamt                             | Das Lunzer Seebad wurde 1964 nach Entwürfen von Kurt Pfeiller errichtet und bildet laut Denkmalschutzbescheid „eine Einheit mit der umgebenden Landschaft und dem eindrucksvollen Gebirgspanorama u. a. von Scheiblingstein und Ötscher“. | BDA-Hist.: Q37828650 Status: Bescheid Stand der BDA-Liste: 2025-06-30 Name: Anlage Seebad Lunz am See GstNr.: 108/3 |
| ja   | Datei hochladen | Figurenbildstock hl. Johannes Nepomuk HERIS-ID: 21786 Objekt-ID: 18109                                                         | Seestraße Standort KG: Lunzdorf                               | Die polychromierte Statue an der Ybbsbrücke stammt aus dem Jahre 1770. | BDA-Hist.: Q37864701 Status: § 2a Stand der BDA-Liste: 2025-06-30 Name: Figurenbildstock hl. Johannes Nepomuk GstNr.: 83/3 Figurenbildstock Johannes Nepomuk Lunz am See                                                           |
| ja   | Datei hochladen | Straßenbrücke, Töpperbrücke/Heiligenbrücke HERIS-ID: 21791 Objekt-ID: 18114                                                    | Standort KG: Seekopf                                          | Der Ybbsübergang wurde als Ersatz für eine 1855 erbaute und 1861 vom Hochwasser weggerissene Brücke bis 1862 durch Andreas Töpper neu erbaut. Der von einem Tonnengewölbe getragene, zur Mitte leicht ansteigende Quaderbau mit seinen prellsteingestützten Schmiedeeisenbrüstungen zwischen den Steinpfeilern trägt mehrere Eisenskulpturen. Auf den Zufahrten befinden sich je ein Paar Gusseisenvasen auf steinernen Postamenten, auf den Brüstungspfeilern in Blansko in der ehemaligen Salm’schen Eisengießerei gegossene Statuen: Auf der Nordseite ein hl. Johannes Nepomuk (eventuell vom Vorgängerbau aus der Gießerei Mariazell stammend) zwischen den hll. Andreas und Florian, auf der Südseite ein Kruzifix (eventuell ebenfalls vom Vorgängerbau) zwischen einer Maria Immaculata und einer hl. Helena. Die hll. Andreas und Helena sind die Namenspatrone des Stifterehepaars. | BDA-Hist.: Q37864765 Status: § 2a Stand der BDA-Liste: 2025-06-30 Name: Straßenbrücke, Töpperbrücke/ Heiligenbrücke GstNr.: 200/1 Töpperbrücke                                                                                     |
| ja   | Datei hochladen | Lehenbrücke HERIS-ID: 21797 Objekt-ID: 18120                                                                                   | Standort KG: Seekopf                                          | Identisch mit der Lehenbrücke, die bei der Katastralgemeinde Ahorn angeführt ist. | BDA-Hist.: Q37864827 Status: Bescheid Stand der BDA-Liste: 2025-06-30 Name: Lehenbrücke GstNr.: 121/3 |
| BW   | Datei hochladen | Grossaugrabenaquädukt HERIS-ID: 111557 Objekt-ID: 129487seit 2012                                                              | Standort KG: Seekopf                                          | Die II. Wiener Hochquellenwasserleitung ist eine 183 Kilometer lange Trinkwasser-Versorgungsleitung für die Stadt Wien. Sie wurde auf Betreiben von Karl Lueger errichtet und nach zehnjähriger Bauzeit am 2. Dezember 1910 als II. Kaiser-Franz-Josef-Hochquellenleitung eröffnet. Anmerkung: Koordinaten müssen verifiziert werden | BDA-Hist.: Q37824892 Status: Bescheid Stand der BDA-Liste: 2025-06-30 Name: Grossaugrabenaquädukt GstNr.: 232 |
| ja   | Datei hochladen | Zugangsstollen 32 und 35, Ein- und Auslaufkammer Lechnergrabendüker (EK 33, AK 34) HERIS-ID: 111558 Objekt-ID: 129488seit 2012 | Standort siehe Beschreibung KG: Seekopf                       | Nebst anderen Bauwerken der II. Wiener Hochquellenwasserleitung befinden sich im Gemeindegebiet der Zugangsstollen 32 (Lage), die Ein- (EK 33, Lage) und Auslaufkammer des Lechnergrabendükers (AK 34, Lage) (Horizontalentfernung ungefähr 280 m) und der Zugangsstollen 35 (Lage). | BDA-Hist.: Q37824900 Status: Bescheid Stand der BDA-Liste: 2025-06-30 Name: Zugangsstollen 32 und 35, Ein- und Auslaufkammer Lechnergrabendüker (EK 33, AK34). GstNr.: 132, 41/1, 210, 227 Hochquellenwasserleitung in Lunz am See |